# Klaus Ferentschik
Klaus Ferentschik (* 19. August 1957 in Graben/Baden) ist ein deutscher Schriftsteller.

## Leben
Klaus Ferentschik besuchte das Gymnasium in Karlsruhe und studierte anschließend an der Universität Wien, wo er 1994 mit einer theaterwissenschaftlichen Arbeit über das Theater im Tollhaus promovierte. Er ist Verfasser einer geschlechtsspezifischen Romantrilogie, deren Besonderheit darin besteht, dass in den ersten beiden Bänden, dem Doppelroman Schwelle und Schwall, nur weibliche (Schwelle) bzw. männliche Substantive (Schwall) vorhanden sind. Im dritten Teil, dem Roman Scharmützel, kommen dementsprechend nur sächliche Substantive vor. Anschließend erschien von ihm ein ausführliches Buch über Pataphysik, die Wissenschaft von den imaginären Lösungen und zum 50-jährigen Jubiläum der Weltmaschine des Franz Gsellmann der dazugehörige Weltmaschinenroman (2008). Gleichfalls langwierige Recherchen führten zu seiner Biografie über den Maler und Dichter Friedrich Schröder-Sonnenstern. Für das gleiche Buch verfasste Peter Gorsen eine wissenschaftliche Abhandlung über das außergewöhnliche Werk dieses Künstlers. Während eines zweimonatigen Aufenthaltes als Artist-in-Residence im Wiener Museumsquartier (März/April 2014) erarbeitete Ferentschik seine „Kabelenzyklopädie“, die in der Edition „Der Konterfei“ erschien, und deren 2. Auflage (2015) bereits 777 Begriffe definiert, welche die Vokabel Kabel beinhalten. – Im Collège de ’Pataphysique fungiert Klaus Ferentschik als Regent mit einem Lehrstuhl für démonologie spéciale. Nach einem weiteren Aufenthalt in Kaliningrad erschien im Frühjahr 2020 das Buch Kalininberg & Königsgrad. Große Miniaturen, mit Fotografien illustriert, die der Autor im Sommer 2011 & 2019 vor Ort gemacht hat. Er lebt seit 2001 in Berlin.

## Werke
- Die Eskimoprüfung. Wien 1991.
- Theater im Tollhaus. Wien 1994.
- Biographarium. In: Peter Noever, Harald Szeemann (Hrsg.): Austria im Rosennetz. Österreichisches Museum für Angewandte Kunst Wien / Kunsthaus Zürich / Palais des Beaux-Arts de Bruxelles, Springer, Wien 1996, ISBN 3-211-82925-3 / ISBN 3-211-82845-1 / ISBN 3-211-83107-X.
- Schwelle & Schwall. Ein Doppelroman. Haffmans, Zürich 2000, ISBN 3-251-00485-9.
- Scharmützel. Berlin 2003, ISBN 3-933149-32-0.
- Pataphysik, Versuchung des Geistes. Die Pataphysik & das Collège de Pataphysique: Definitionen, Dokumente, Illustrationen. Matthes & Seitz, Berlin 2006, ISBN 3-88221-877-0.
- Der Weltmaschinenroman. Matthes & Seitz, Berlin 2008, ISBN 978-3-88221-729-2.
- mit Peter Gorsen: Friedrich Schröder-Sonnenstern und sein Kosmos. Parthas, Berlin 2013, ISBN 978-3-86964-069-3.
- Kabelenzyklopädie. Der Konterfei 003, Wien 2014, ISBN 978-3-9503749-3-3.
- mit Franziska Hufnagel: The birds cycle. Kerber, Bielefeld/Berlin 2014, ISBN 978-3-86678-960-9.
- Kabelenzyklopädie 777 Stichwörter. Der Konterfei 012, Wien 2015, ISBN 978-3-903043-01-5.
- Bisquitkrümel. 77 Literarische Miniaturen. Mit Tuschezeichnungen von Horst Hussel. PalmArtPress, Berlin 2017, ISBN 978-3-941524-93-4.
- Kalininberg & Königsgrad. Große Miniaturen. PalmArtPress, Berlin 2020, ISBN 978-3-96258-043-8
- Ebenbild – Agententhriller mit tiefenpsychologischer Bedeutung, PalmArtPress, Berlin 2023,  ISBN 978-3-96258-132-9